# Coupe COSAFA 1997
Navigation
Édition suivante
La Coupe COSAFA 1997 est la première édition de cette compétition organisée par la COSAFA. Elle est remportée par la Zambie.

## Tour de qualification
| Namibie | 2 - 1 | Zimbabwe |

| Swaziland | 0 - 4 | Mozambique |

| Botswana | 1 - 4 | Malawi |

| Lesotho | 0 - 2 | Zambie |

## Phase finale
| Rang | Équipe     | Pts | J | G | N | P | Bp | Bc | Diff |
| ---- | ---------- | --- | - | - | - | - | -- | -- | ---- |
| 1    | Zambie     | 8   | 4 | 2 | 2 | 0 | 9  | 4  | +5   |
| 2    | Namibie    | 6   | 4 | 1 | 3 | 0 | 6  | 3  | +3   |
| 3    | Mozambique | 5   | 4 | 1 | 2 | 1 | 7  | 5  | +2   |
| 4    | Tanzanie   | 3   | 4 | 0 | 3 | 1 | 4  | 7  | -3   |
| 5    | Malawi     | 2   | 4 | 0 | 2 | 2 | 5  | 12 | -7   |

| Vainqueur de la Coupe COSAFA 1997: Zambie Premier titre |